# Jean-Joseph Vadé
Jean-Joseph Vadé, (Ham (Alts de França), 17 de gener, 1720 - París, 4 de juliol, 1757), fou un cantant i dramaturg francès, inventor del gènere poissard.

## Biografia
Fill de Jacques Vadé, hostaler, Jean-Joseph Vadé va anar amb el seu pare a París l'any 1725. Amb un caràcter calent i animat, els seus estudis van patir i mai va poder aprendre llatí, però va saber corregir la debilitat del seu educació llegint per ell mateix els millors autors. Als vint anys va obtenir el càrrec de controlador de finances a Soissons, després a Laon on va destacar pel seu enginy i vivacitat. El 1743, va deixar Laon per anar a Rouen, després va esdevenir secretari del duc d'Angenois durant dos anys. Finalment, va tornar a París, on els seus amics li van aconseguir una nova feina a la oficina de finances. Va ser en aquest moment quan es va revelar al públic amb una poesia gràcil i fàcil.
Cantant en el seu temps lliure, Vadé va participar en la societat de cant de La Dominicale. Va tenir una filla Marie Françoise Rose (c. 1756-1818), que va actuar a la Comédie-Française els anys 1776 i 1777 amb el nom de Mademoiselle Vadé, abans de ser substituïda, l'any següent, per Mademoiselle Mars.
També va tenir un fill natural que es va casar i va ser pare de la mare (per tant l'avi matern) de la poeta i goguetière Élisa Fleury.
Va morir als 37 anys, el juliol de 1757, arran d'una operació de pedra.

## Obra
Poesia i rondalles

Vadé va publicar aleshores una sèrie de rondalles que, sense arribar a l'alçada de La Fontaine, diuen coses molt bones amb una forma amable i una poesia galant graciosa i encantadora. No va trigar a fer-se famós, però després d'haver tingut la desgràcia d'apropar-se una mica massa a Fréron, Voltaire no el va perdonar mai i no va perdre l'oportunitat de burlar-se i aclaparar "aquell bromista Vadé", com ell l'anomenava a una carta dirigida el 7 de setembre de 1774 a Marie Du Deffand. No obstant això, li va fer l'honor de signar diverses obres seves amb el nom de Vadé.
Teatre

El que va fer més conegut a Vadé per ser el creador del gènere poissard, que buscant en el treball honest els mitjans per viure honestament, va provar la seva mà en el teatre per al qual, abans de compondre nombrosos vodevils, cercaviles i òperes còmiques, primer va intentar escriure peces serioses. Aquests intents van resultar en va quan les Visites du jour de l’An, realitzades per primera vegada el 3 de gener de 1749, a la Comédie-Française només es van mostrar una vegada o la Canadienne mai es va representar. Vadé es va dirigir llavors amb èxit al teatre còmic de la fira de Saint-Laurent i de la fira de Saint-Germain on les seves paròdies revelaven un esperit burleta, però tanmateix un observador profund i atent del poble. Vadé va pintar una naturalesa sana i robusta, amb les seves qualitats i els seus vicis, sense els ornaments vanidosos ni el maquillatge ridícul amb què es carregava en el seu temps.

## Recepció
Severament jutjat per Grimm, La Harpe i Collé, que van declarar l'estil de Poissard "per sota del no res", Vadé va tenir defensors i admiradors que l'anomenaven els Teniers, el Callot de la poesia francesa o la Corneille des Halles. Tanmateix, més enllà de l'estil de Vadé, les seves expressions trivials, les seves expressions arriscades, el burlesc es va revelar darrere de les escombraries i els personatges de Vadé expressen, en el llenguatge del seu paper, un pensament moral que, per estar de vegades amagat sota una forma una mica tosca, no emergeix. amb menys vigor.

## Peces
- Folette ou l’Enfant gâté
- Il était temps
- Jérôme et Fanchonnette
- L’Impromptu du cœur
- La Canadienne
- La Fileuse
- La Fontaine de jouvence
- La Nouvelle Bastienne
- La Pipe cassée
- La Veuve indécise
- Le Bouquet du roi
- Le Confident heureux
- Le Mauvais plaisant ou le drôle de corps
- Le Paquet de mouchoirs
- Le Poirier
- Le Rien
- Le Suffisant ou le Petit maître dupé
- Le Trompeur trompé ou la Rencontre imprévue
- Les Petits sculpteurs
- Les Quatre Bouquets poissards
- les Racoleurs
- Les Troqueurs
- Les Troyennes-en-Champagne
- Les Visites du jour de l’an ou les Étrennes
- Nicaise

## Publicacions
- Obres del Sr. Vadé o Col·lecció d'òperes còmiques i paròdies que fa diversos anys, amb aires destacats, rondes i vodevils i altres obres del mateix autor. La Haia: Gosse, 1771. - 4 v. en 2. unitat 17 cm. Conté:
  - Volum 1: La pipa trencada, Quatre Bouquets Poissards, Cartes de la granota, La Fileuse, La perera, El ram de el Rei , El Suficient.
  - Volum 2: The Troqueurs, Le Rien, Selected tunes of the troqueurs, The Deceived Deceiver, Col·lecció de cançons, Es tractava de temps ', La Nouvelle Bastienne, La Font de la Joventut, Aires de la Font de la Joventut.
  - Volum 3: Les Troyennes en Champagne, Jérosme et Fanchonnette, L'alegre confiat, Folette o l'infant mimat, Compromis de la cloenda de la Fira de S. Laurent.
  - Volum 4: Nicaise, L'Impromptu du coeur, La Canadienne, Le Mauvais Joisant.
- Obres completes o col·lecció d'òperes còmiques de Jean-Joseph Vadé, París, [s.n.], 1800
- Obres de M. Vadé, o Col·lecció d'òperes còmiques, paròdies i peces fugitives d'aquest autor; amb aires, rondes i vodevils anotats, La Haia, Pierre Gosse, 1785
- Obres completes de Vadé, Ginebra, [s.n.], 1777. (Segon i tercer volums conservats)

## Obres en línia
- Lettres de la Grenouillère; seguit de Quatre bouquets poissards, amb instruccions de Georges d'Heylli; aiguafort de Guillaumot fils, París, [s.n.], 1885
- Œuvres poissardes, suivies de celles de l'Écluse (La Pipe cassée. Les Bouquets poissards. Le Déjeuner de la Rapée ou Discours des halles et des ports, par l'Écluse. Étrennes à MM. les riboteurs. Extrait de l'inventaire des meubles et effets trouvés dans le magasin d'une des harengères de la Halle. Liste des plus rares curiosités trouvées dans un des magasins des Halles. Déclaration d'amour entre Mr Dubois et Mlle Perrette, Complainte d'une ravaudeuse à son amant. Chanson grivoise... Rupture. Lettres de la Grenouillère), Defer de Maisonneuve, 1796.
- Poemes i cartes facecioses, París, A. Quantin, 1879